# Баттерфілд (Міссурі)
Баттерфілд (англ. Butterfield) — селище (англ. village) в США, в окрузі Баррі штату Міссурі. Населення — 378 осіб (2020).

## Географія
Баттерфілд розташований за координатами 36°44′45″ пн. ш. 93°54′14″ зх. д. / 36.74583° пн. ш. 93.90389° зх. д. (36.745966, -93.903913).  За даними Бюро перепису населення США в 2010 році селище мало площу 1,20 км², з яких 1,20 км² — суходіл та 0,00 км² — водойми.

## Демографія
Згідно з переписом 2010 року, у селищі мешкало 470 осіб у 146 домогосподарствах у складі 118 родин. Густота населення становила 391 особа/км².  Було 185 помешкань (154/км²).
Расовий склад населення:
| - 79,4 % — білих - 1,9 % — азіатів - 1,7 % — корінних американців - 0,2 % — чорних або афроамериканців - 13,4 % — осіб інших рас |

До двох чи більше рас належало 3,4 %. Частка іспаномовних становила 26,8 % від усіх жителів.
За віковим діапазоном населення розподілялося таким чином: 36,4 % — особи молодші 18 років, 55,9 % — особи у віці 18—64 років, 7,7 % — особи у віці 65 років та старші. Медіана віку мешканця становила 30,0 року. На 100 осіб жіночої статі у селищі припадало 94,2 чоловіків;  на 100 жінок у віці від 18 років та старших — 95,4 чоловіків також старших 18 років.
Середній дохід на одне домашнє господарство  становив 50 034 долари США (медіана — 41 912), а середній дохід на одну сім'ю — 57 070 доларів (медіана — 56 250). Медіана доходів становила 32 083 долари для чоловіків та 28 750 доларів для жінок. За межею бідності перебувало 11,3 % осіб, у тому числі 25,0 % дітей у віці до 18 років та 10,7 % осіб у віці 65 років та старших.
Цивільне працевлаштоване населення становило 230 осіб. Основні галузі зайнятості: виробництво — 41,7 %, роздрібна торгівля — 13,0 %, мистецтво, розваги та відпочинок — 12,2 %.